# Tlachimaltepec
Tlachimaltepec är en ort i Mexiko.   Den ligger i kommunen José Joaquín de Herrera och delstaten Guerrero, i den sydöstra delen av landet, 220 km söder om huvudstaden Mexico City. Tlachimaltepec ligger 1 933 meter över havet och antalet invånare är 620.
Terrängen runt Tlachimaltepec är huvudsakligen kuperad, men åt sydväst är den bergig. Runt Tlachimaltepec är det ganska glesbefolkat, med 39 invånare per kvadratkilometer. Närmaste större samhälle är Santa Catarina, 18,5 km väster om Tlachimaltepec. I omgivningarna runt Tlachimaltepec växer huvudsakligen savannskog.